# 암모니아
암모니아(영어: ammonia)는 질소와 수소로 이루어진 화합물로 분자식은 NH3이다. 끓는점이 약 -33도이므로 실온에서 기체 상태로 존재한다. 특유의 자극적인 냄새가 나며 무색이다. 대기 중에 소량이 존재하며, 천연수에도 미량 함유되어 있다. 토양 중에도 세균의 질소 유기물의 분해 과정에서 생겨난 암모니아가 존재할 수 있다. 대표적인 반자성체 중 하나이다.
암모니아는 강한 부식성이 있는 맹독성 물질이며, 물에 잘 흡수되는 특성이 있다. 따라서 고농도의 암모니아에 노출될 경우에 점막에 급격히 흡수되어 세포 조직을 치명적으로 파괴하기 때문에 눈, 코, 입, 귀를 막고 신속히 현장을 이탈해야 한다.
20세기 초에 프리츠 하버가 공기 중의 질소를 이용한 암모니아 합성법을 개발하였고 이를 통해 요소 비료를 대량생산 하게 되었다. 이로써 식물의 성장을 위한 단백질 합성에 필수 요소인 질소를 저렴한 가격의 화학 비료를 통해 토양에 공급할 수 있게 되었고, 곡물 생산성이 크게 향상되어 인류는 굶주림의 공포에서 해방되었다.
암모니아는 냉매, 용매, 소독세정제로 이용되고 합성수지 제조 등 화학공업의 다양한 분야에 널리 사용되고 있다.

## 역사
고대부터 염화 암모늄을 얻는 방법은 알려져 있었는데, 염화 암모늄은 이집트의 태양신 암몬의 사원 근처에서 산출된다고 하여 이를 “암몬의 염”이라고도 불렀다. ‘암모니아’와 '암모늄'이라는 이름도 여기에서 유래하였다. 비록 현대의 염화 암모늄과 같은 물질을 뜻하는지는 알 수 없지만 '함모니아쿠스 살(Hammoniacus sal)'이라는 용어가 플리니우스의 《박물지》에도 등장한다.
8세기 무렵 중세 이슬람 연금술사들은 암모니아를 중요하게 다루어 기록하였다. 암모니아에 대한 실험 기록을 처음으로 남긴 사람은 자비르 이븐 하이얀이었다. 13세기 들어 알베르투스 마그누스와 같은 유럽의 연금술사들이 이슬람의 기록을 받아들여 염화 암모늄을 다루기 시작하였다. 15세기에는 바실리우스 발렌티누스가 암모니아를, 염화 암모늄에 알칼리를 반응시킴으로써 얻어낼 수 있음을 밝혀냈다. 중세 시대에 염화 암모늄은 황소의 발굽과 뿔을 증류시킨 뒤 함께 발생하는 탄산염을 염산으로 중화시켜 얻었는데, 이 시기의 “뿔의 정령”이라는 이름은 암모니아를 뜻했다.
기체 상태의 암모니아는 1774년 조지프 프리스틀리가 처음으로 분리하였고, 그는 그것을 ‘알칼리성 공기’라고 불렀다. 1777년 칼 빌헬름 셸레는 암모니아에 질소가 포함되어 있음을 밝혔고, 클로드 루이 베르톨레는 1785년경에 암모니아의 조성을 확정하였다. 1880년대부터 상업적인 암모니아 생산이 시작되었는데, 이때는 암모니아를 석탄 건류 과정의 부산물로써 얻어냈다. 1913년 프리츠 하버와 카를 보슈가 개발한 하버-보슈법은 암모니아의 생산량을 크게 증가시켰다. 현재 암모니아는 공업적으로 가장 많이 생산되는 화합물 중 하나이다.

## 성질

### 구조
암모니아의 분자 구조는 한 변이 1.63Å(0.163nm)인 정삼각형을 이루고 있는 3개의 수소 원자가 있고, 정삼각형의 중심으로부터 질소 원자가 0.38Å(0.038 nm)만큼 떠 있는 모양이다. 이러한 분자 구조를 삼각뿔형이라고 하며, 원자가껍질 전자쌍 반발(VSEPR) 이론을 통해 예측이 가능하다. 암모니아를 이루고 있는 질소 원자에는 비공유 전자쌍이 한 쌍 존재하는데, 이것으로 인해 암모니아는 양성자 받개, 즉 염기로 작용할 수 있다. 분자 구조로 말미암아 암모니아의 쌍극자 모멘트는 0이 아니게 되며, 따라서 암모니아는 극성 물질이 된다. N-H 결합의 길이는 1.014Å(0.1014 nm)이며 H-N-H의 결합각은 107°이다. 또한 암모니아는 수소 결합을 한다.

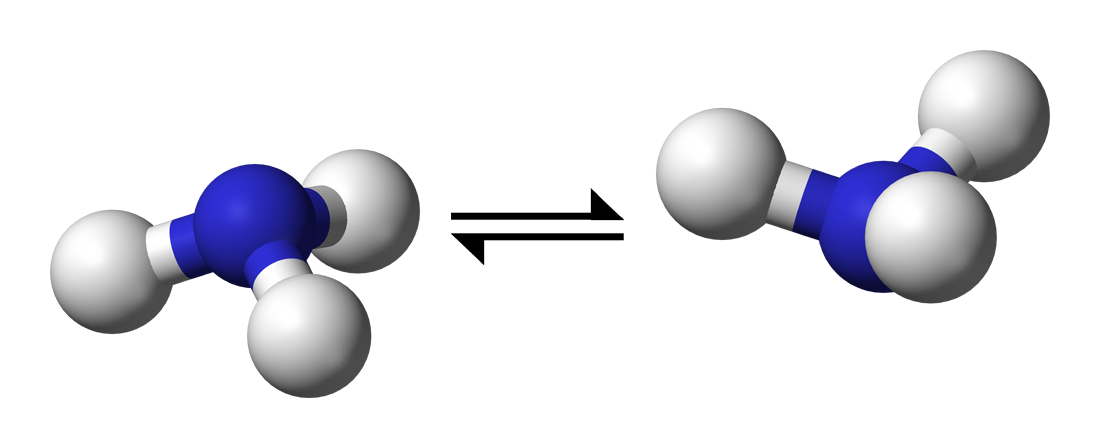
질소 원자의 진동

원자가 결합 이론으로 이 구조를 설명할 때 질소 원자는 sp3 혼성 오비탈을 이루고 있다고 설명한다. 기본적으로 sp3 혼성 오비탈을 이룰 경우 분자의 모양은 정사면체형이 되나, 암모니아의 경우 질소 원자의 하나의 s 오비탈과 3개의 p 오비탈이 혼성을 이루어 생성되는 4개의 sp3 혼성 오비탈 중 하나는 비공유 전자쌍이 차지하고 있어서 이 비공유 전자쌍의 반발 효과로 인하여 H-N-H의 결합각이 완전한 정사면체 구조일 때의 109.5°보다 약간 줄어들게 된다.
삼각뿔의 꼭짓점이 있는 질소 원자는 터널 효과에 따라 수소 원자로 이루어진 삼각형의 밑면을 쉽게 빠져나갈 수 있다. 따라서 질소 원자의 안정적인 위치는 삼각뿔의 밑면을 기준으로 위아래 양쪽에 존재하며, 질소 원자가 두 위치를 이동할 때의 에너지 장벽이 크지 않기 때문에 질소 원자는 상하로 움직이는 공명을 하게 된다. 이 성질은 매우 정밀한 시계인 원자 시계에 이용된다.

### 물리적 성질
암모니아는 표준 상태에서 특유의 자극적 냄새가 나는 무색의 기체로 존재한다. 밀도는 0.771g/l(리터당 그램)이며, 이는 공기의 0.5971배에 해당한다. 상온에서도 압축시키면 비교적 간단하게 액화시킬 수 있다. 쌍극자 모멘트는 1.48D이다. 녹는점은 -77.7°C, 끓는점은 -33.4 °C, 임계 온도는 132.5 °C이고, 임계 압력은 112.5atm이다. 생성열은 46.23kJ/mol(몰당 킬로줄), 융해열은 5.653kJ/mol, 기화열은 23.35kJ/mol이다.
암모니아는 물에 잘 녹는 물질이다. 용액의 어는점에서 암모니아는 질량 퍼센트로 약 45퍼센트까지 녹을 수 있으며 표준 상태에서 암모니아는 질량 퍼센트로 약 30퍼센트까지 녹을 수 있다. 용해도는 0 °C의 물에 89.9g/100ml(100밀리리터당 그램), 20 °C의 물에 52.0g/100ml, 96 °C의 물에 7.4g/100ml이며 20 °C의 에탄올에서의 용해도는 14.8g/100ml이다. 에테르에도 녹는다. 암모니아의 물리적 성질은 부분적으로 수소 결합에 영향을 받는다.
암모니아의 온도별 증기압은 다음과 같다.
| 온도      | -33 °C | 4.7 °C | 20 °C | 25.7 °C | 50.1 °C |
| 증기 압력 | 1atm   | 5atm   | 8atm  | 10atm   | 20atm   |

### 화학적 성질
암모니아가 관여된 대부분의 반응은 크게 암모니아 첨가 반응, 암모니아 치환 반응, 산화·환원 반응으로 나눌 수 있다.

#### 암모니아 첨가 반응
암모니아 첨가 반응은 암모니아 분자가 다른 분자 또는 이온에 공유 결합, 수소 결합 또는 이온-쌍극자 간의 전기적인 인력으로 인한 결합을 하게 되는 반응을 뜻한다. 가장 대표적인 것으로 암모니아와 물이 반응하여 암모니아수를 생성하는 반응을 들 수 있다. 반응식은 다음과 같다.
이 반응으로 인해서 암모니아는 물에 대해 비교적 높은 용해도를 가진다. 수화 암모니아(NH3·H2O)의 이온화 상수는 1.77×10−5이고, pKd는 4.75이다. 2NH3·H2O 형태의 분자도 발견되지만, NH4OH 형태의 분자는 발견되지 않는다.

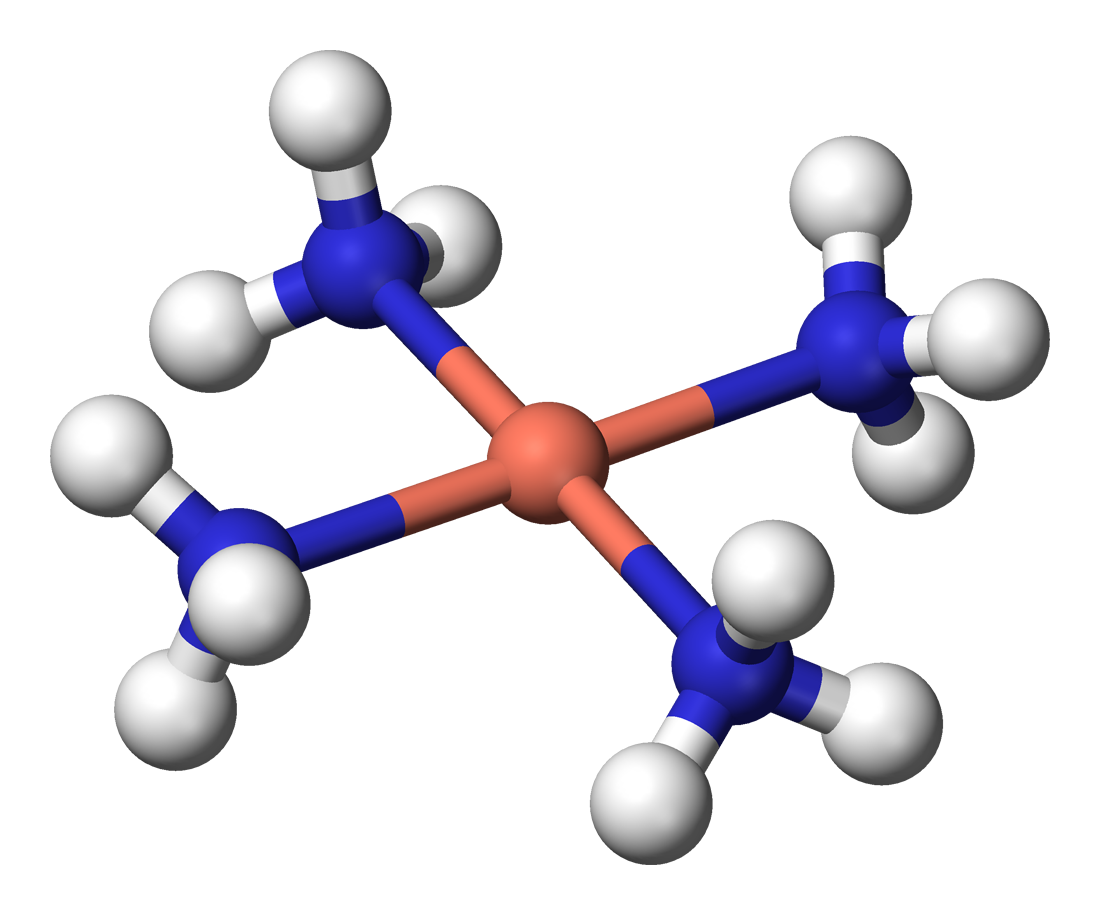
사암모늄화 구리 ([Cu(NH_{3})_{4}]^{2+})

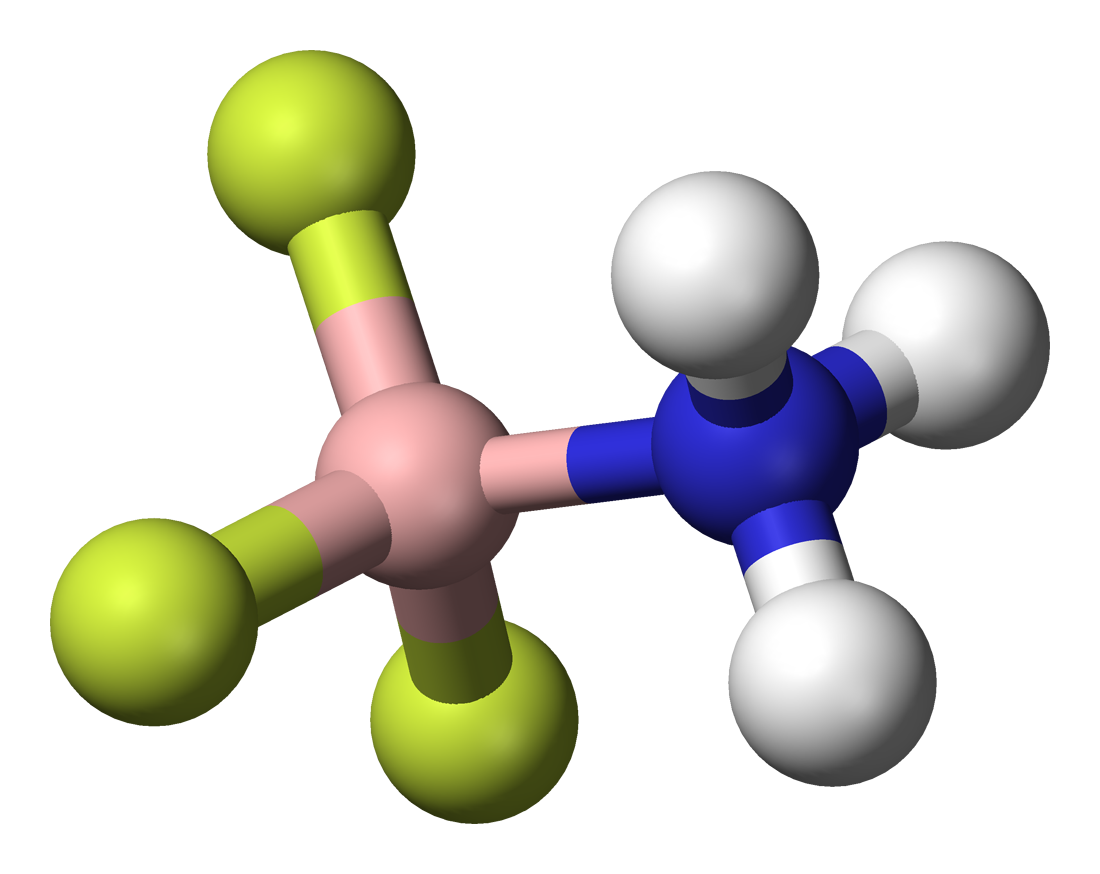
삼암모니아와 플루오르화 붕소의 결합

암모니아는 강산과 반응하여 암모늄염을 생성한다. 반응식은 다음과 같다.
{\displaystyle {\ce {4NH_{3}\ +HX\ \longrightarrow \ NH_{4}^{+}\ +X^{-}}}}
암모니아는 전이 금속에 배위되어 고차 화합물을 형성할 수 있다. Hg(NH3)2+, Cr(NH3)63+, Zn(NH3)42+, Co(NH3)63+, Cu(NH3)42+ 등이 대표적이다. 다음 반응식은 암모니아가 구리 이온에 배위되는 반응을 나타낸 것이다.
{\displaystyle {\ce {Cu^{2}+\ +4NH_{3}\ \longrightarrow \ [Cu(NH_{3})_{4}]^{2}+}}}
암모니아가 전자쌍을 제공하는 루이스 염기로 작용하는 경우도 암모니아 첨가 반응이라고 할 수 있다. 암모니아가 삼산화 황, 이산화 황, 사플루오르화 규소, 삼플루오르화 붕소와 반응하는 경우를 예로 들 수 있다. 다음 반응식은 암모니아가 삼플루오르화 붕소와 반응하는 경우이다.

#### 암모니아 치환 반응
암모니아가 다른 원자 혹은 원자단을 치환하여 아미드기(-NH2), 이미드기(=NH), 질화기(≡N)를 생성하는 반응을 암모니아 치환 반응이라 한다. 반응의 대표적인 예는 클로로벤젠과 암모니아가 반응하여 아닐린을 생성하는 것이 있다.
또는 염화 수은(II)과 반응하여 염소 원자를 NH2로 치환하는 반응을 들 수 있다.
{\displaystyle {\ce {4HgCl_{2}\ +2NH_{3}\ \longrightarrow \ Hg(NH_{2})Cl\ +NH_{4}Cl}}}

#### 산화·환원 반응
암모니아의 산화·환원 반응은 암모니아에 포함된 질소의 산화 상태가 바뀌는 반응과 수소가 해리되는 반응으로 나눌 수 있다. 전자의 예로는 다음과 같이 백금 촉매의 존재 하에 암모니아가 일산화 질소로 산화되는 반응을 들 수 있다.
{\displaystyle {\ce {4NH_{3}\ +5O_{2}\ \longrightarrow \ 4NO\ +6H_{2}O}}}
촉매가 존재하지 않는다면 암모니아는 산소로 인하여 연소되어 질소와 물을 내놓는다. 이 과정에서 소량의 질산 암모늄, 이산화 질소 등이 생성되기도 한다.
{\displaystyle {\ce {4NH_{3}\ +3O_{2}\ \longrightarrow \ 2N_{2}\ +6H_{2}O}}}
암모니아는 할로젠과 반응하여 산화되어 질소를 내놓고, 생성된 할로젠화 수소는 다시 암모니아와 결합하여 염을 만든다. 암모니아가 염소로 산화될 경우의 반응식은 다음과 같다.
{\displaystyle {\ce {2NH_{3}\ +3Cl_{2}\ \longrightarrow \ 2N_{2}\ +6HCl}}}
{\displaystyle {\ce {HCl\ +NH_{3}\ \longrightarrow \ NH_{4}Cl}}}
앞의 반응에서 염소가 과잉으로 있다면 다음과 같은 반응이 추가적으로 진행되어 폭발성의 황색 기름인 삼염화 질소가 생성된다.
{\displaystyle {\ce {NH_{4}Cl\ +3Cl_{2}\ \longrightarrow \ NCl_{3}\ +4HCl}}}
암모니아와 금속 산화물의 반응 역시 질소가 산화되는 반응이다. 다음은 암모니아가 산화 구리(II)와 반응하는 경우이다.
{\displaystyle {\ce {3CuO\ +2NH_{3}\ \longrightarrow \ 3Cu\ +3H_{2}O\ +N_{2}}}}
수소가 해리되는 반응의 예로는 금속과 암모니아의 반응을 들 수 있다. 반응성이 높은 금속과 암모니아가 반응하면 아마이드가 형성된다. 예를 들어, 암모니아와 나트륨이 반응하면 나트륨아마이드가 생성된다.
{\displaystyle {\ce {2NH_{3}\ +2Na\ \longrightarrow \ 2NaNH_{2}\ +H_{2}}}}
암모니아가 고온에서 마그네슘과 반응하는 경우 마그네슘이 암모니아의 모든 수소 원자를 치환하여 삼차 아마이드인 질화마그네슘을 만든다. 반응식은 다음과 같다.
{\displaystyle {\ce {2NH_{3}\ +3Mg\ \longrightarrow \ 2Mg_{3}N_{2}\ +3H_{2}}}}

## 제법

### 공업적 제법: 합성법
공업적으로 암모니아를 합성하는 데에 가장 많이 사용되는 방법은 수소와 질소로부터 암모니아를 직접 합성하는 방법이다. 암모니아 합성 반응의 반응식은 다음과 같이 간단하다.
{\displaystyle {\ce {N_{2}\ +3H_{2}\ \longrightarrow \ 2NH_{3}\ +100kJ}}}

#### 하버-보슈법
18세기 후반에 암모니아가 질소와 수소로 이루어져 있다는 사실이 알려지면서 이러한 합성을 시도하는 경우가 많았는데, 모두 실패하였다. 20세기 초에 들어 발터 네른스트, 프리츠 하버 등이 이 반응의 열역학적 평형을 연구하여 반응이 가능하다는 것을 밝혔다.
1909년 하버는 공중질소를 이용하여 암모니아를 합성하는데 성공하였다. 고압과 고온을 견디는 기구를 별도로 만들었고 오스뮴을 촉매제로 사용하였다. 그러나 아직 수율이 낮고 경제성이 떨어졌다. 칼 보슈와 함께 상업화를 위한 대량생산법을 개발한후 1913년 9월부터 화학비료(질소비료)를 일일 20톤을 생산하였다. 제1차 세계대전 중에는 화약제조에 필수적인 질소을 공급하기 위한 군수공장으로 전환되었기에 화학비료생산은 주춤하였다. 종전된 1918년 이후 생산법에는 많은 개선이 이루어졌고 오늘날의 상태에 이르고 있다.

#### 그밖의 방법
클로드법(Claude Process)은 원래 약 1000atm의 고압 조건에서 합성 반응을 진행시키는 방법인데, 최근에는 340~650atm의 조건에서 반응을 진행시키는 방법도 개발되어 있다. 나머지 공정은 하버-보슈법과 거의 같다. 카잘레법(Casale Process)은 클로드법과 마찬가지로 450~600atm의 고압 조건에서 암모니아를 합성하는 방법이다. 그밖에 저압에서 암모니아를 합성하는 방법 역시 개발되어 있다.

#### 생산 공정
합성법에서는 우선 원료가 될 질소와 수소를 구하는 공정이 우선된다. 질소는 대기로부터 채취하여 얻어진다. 수소는 주로 천연 가스를 반응시켜 얻어낸다. 수소를 얻는 과정은 다음과 같다.
1. 천연 가스의 황 성분은 촉매를 오염시킬 수 있기 때문에, 암모니아 생산 공정에 투입될 천연 가스는 탈황 과정을 거친 천연 가스이어야 한다. 황 성분이 제거된 천연 가스는 수증기와 함께 니켈 촉매를 채운 관을 통과하고, 이 과정에서 대부분의 수소가 생산된다. 반응식은 다음과 같다.
{\displaystyle {\ce {CH4 + H2O <=> CO + 3H2}}}
{\displaystyle {\ce {CO + H2O <=> CO2 + H2}}}
2. 위 과정에서 반응하지 않은 이산화 탄소는 메탄올, 아세톤, 액화 질소 등의 유기 용매에 흡수시켜 제거한다. 산화 탄소류는 이후 반응에서 사용되는 촉매를 오염시키기 때문에 제거되어야 한다.
3. 이러한 과정을 거치고 나면 수소 기체에는 약 0.1퍼센트의 이산화 탄소와 0.5퍼센트의 일산화 탄소가 남게 된다. 이들을 완전히 제거하기 위해서 약간의 수소와 반응시킨다.
{\displaystyle {\ce {CO + 3H2 <=> CH4 + H2O}}}
{\displaystyle {\ce {CO2 + 4H2 <=> CH4 + 2H2O}}}
4. 이 과정을 거쳐 얻어진 수소는 촉매 존재 하에 질소와 반응하여 다음과 같이 암모니아를 생성하게 된다. 이때, 반응이 일어나는 조건은 사용하는 방법에 따라서 달라진다.
{\displaystyle {\ce {N2 + 3H2 -> 2NH3}}}

### 그밖의 공업적 제법
그밖에 공업적으로 암모니아를 합성하는 방법으로는 다음과 같은 것이 있다.
- 부생법(副生法): 석탄 건류 시 발생하는 가스액에서 회수한다.
- 변성법: 칼슘 카바이드를 이용하여 칼슘 사이안아마이드(석회 질소)를 만든 후 여기에 수증기를 작용시켜서 암모니아를 얻는다. 반응식은 다음과 같다.

{\displaystyle {\ce {CaC_{2}\ +N_{2}\ \longrightarrow \ CaCN_{2}\ +C}}}
{\displaystyle {\ce {CaCN_{2}\ +3H_{2}O\ \longrightarrow \ CaCO_{3}\ +2NH_{3}}}}

### 실험적 제법
실험실 환경에서 암모니아를 제조할 때 암모늄염을 염기성 용액과 가열시켜서 얻는 방법이 있다. 반응의 예로는 다음과 같은 것이 있다.
{\displaystyle {\ce {2NH_{4}Cl\ +Ca(OH)_{2}\ \longrightarrow \ 2NH_{3}\ +CaCl_{2}\ +2H_{2}O}}}
{\displaystyle {\ce {(NH_{4})_{2}SO_{4}\ +2NaOH\ \longrightarrow \ 2NH_{3}\ +Na_{2}SO_{4}\ +2H_{2}O}}}
또는 질화 금속을 가수분해 하는 방법이 있다. 반응식의 예는 다음과 같다.
{\displaystyle {\ce {Mg_{3}N_{2}\ +6H_{2}O\ \longrightarrow \ 3Mg(OH)_{2}\ +2NH_{3}}}}

### 전기화학적 합성법
효소에 의한 질소고정 반응 (전자와 ATP/ADP가 반응식에 참여)과 같이 전기화학촉매 반응을 이용한 비생물학적 공정이 최근에 친환경적 암모니아 생성 방법으로 연구되고 있다. 이 프로세스는 공기중의 질소와 물을 전기분해 하여 저온, 저압에서 비교적 간단하게 암모니아를 생성하는 방법이다. 각 극 부위 및 전체 반응식은 다음과 같다.
- 산화극: 3H2O → 3⁄2O2 + 6H+ + 6e-
- 환원극: N2 + 6H+ + 6e- → 2NH3
- 전체반응: N2 + 3H2O → 2NH3 + 3⁄2O2

## 분석법

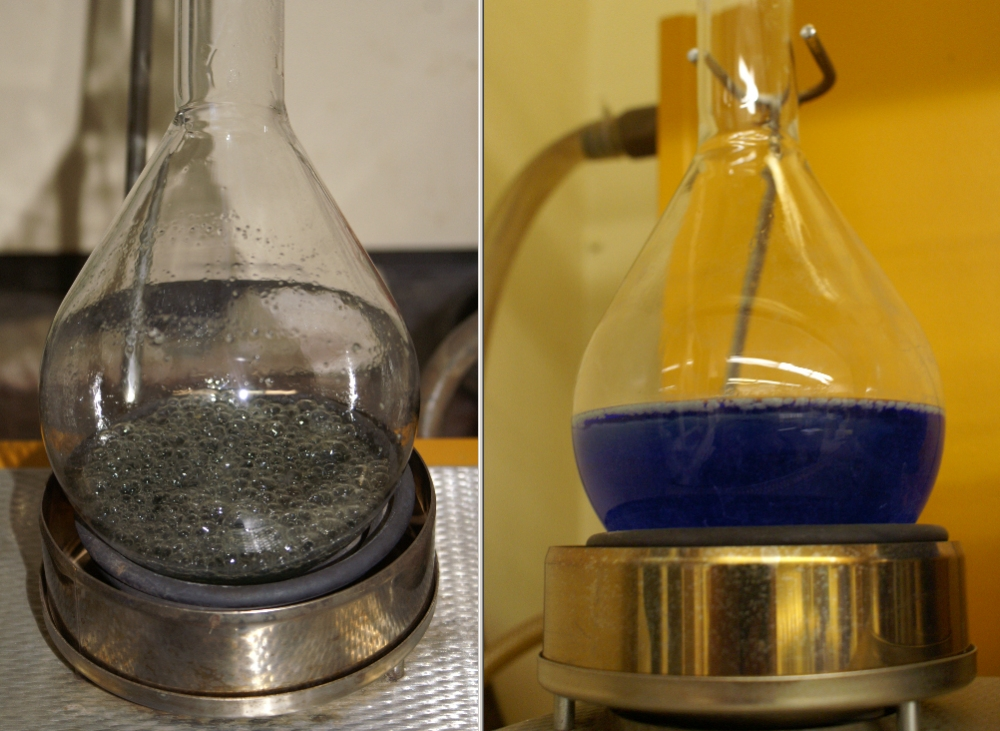
킬달 방법을 이용한 암모니아의 검출. 독일의 화학자 요한 킬달이 개발한 중화적정법을 사용하는 암모니아 검출 방법이다.

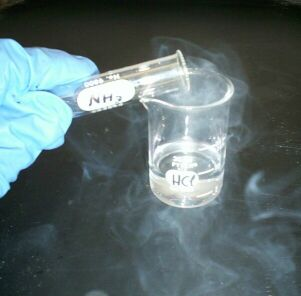
염산-암모니아 반응. 염산과 암모니아가 만나면 염화암모늄이 흰 기체 형태로 형성된다.

암모니아의 검출 방법에는 여러 가지가 있다. 가장 일반적인 방법 가운데 하나는 특유의 냄새를 확인하는 것이다. 암모니아는 공기 중에 5 ppm 이상 있을 경우 쉽게 냄새로 확인할 수 있다. 이 외에 염산과 반응하여 염화암모늄을 형성하는 것을 이용하거나, 구리와 반응하여 암모늄화구리([Cu(NH3)4]2+)를 형성하는 것을 이용할 수도 있다.
대기 중 물질의 농도를 확인하는 대한민국의 대기공정시험법에서는 페놀-니트로프루시드 나트륨 용액과 차아염소산 나트륨용액을 가하고 암모늄이온과 반응하여 생성하는 인도 페놀류의 흡광도를 측정하여 암모니아를 정량하는 인도페놀법이나, 분석용 시료용액을 황산으로 적정하여 암모니아를 정량하는 중화적정법이 사용된다.
실험실에서는 다음과 같은 보다 간단한 방법을 사용하기도 한다.
- 공기 중에 미량으로 존재하는 암모니아를 검출하고자 할 때는 검지관에 네슬러 시약을 넣고 색이 변하는 정도를 비교하거나, 암모니아를 황산 용액에 흡수시킨 후 네슬러 시약을 넣어 색이 변하는 정도를 비교한다.
- 보통량(普通量)으로 존재하는 경우 과잉의 황산 용액에 흡수시킨 후 이를 수산화 나트륨 용액으로 적정한다. 이때, 지시약은 메틸 오렌지 또는 브로모페놀 블루를 사용한다.
- 이밖에 흡수액의 전기 전도도를 측정하거나, 적외선의 흡수 정도를 분석하는 방법, 연소열을 측정하는 방법 등이 이용된다.

## 용도

### 비료

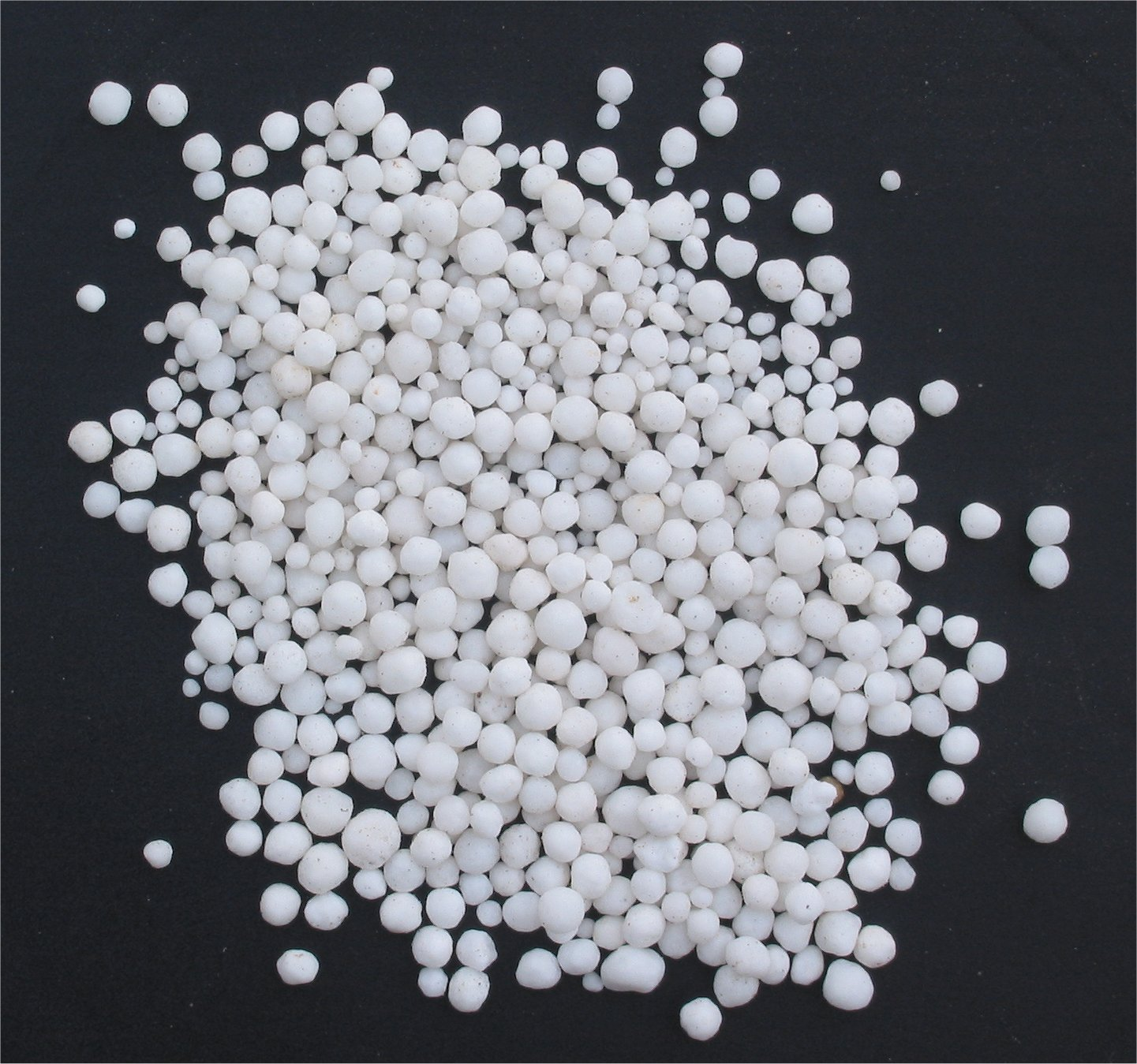
암모늄 비료 결정

암모니아는 합성 비료의 재료로 사용된다. 질소는 식물이 자라는 데 필수적인 원소 중 하나로, 자연적으로는 토양 속의 일부 세균이 공기 중의 질소를 질소 화합물로 고정하는 질소 고정이 일어나고, 이를 통하여 식물은 질소를 흡수할 수 있게 된다. 비료에 포함된 암모니아는 토양에 질소 공급원으로 작용하여 작물에게 풍부한 질소를 공급해 줄 수 있게 하며, 그 결과 작물 생산성이 증가하게 된다. 그러나 질소는 풍화작용으로 쉽게 유실되고 순환과정에서 비활성 대기질소로 되돌아가버려 토양에 많이 저장되지 않는다. 따라서 주기적으로 퇴비 등을 이용하여 공급해주어야 토양이 비옥하게 유지된다.
1828년 프리드리히 뵐러는 시안산암모늄을 사용하여 요소를 처음 합성하였다. 이것은 인류가 최초로 무기화합물만을 이용하여 유기화합물을 합성하는데 성공한 일이었다. 합성 유기화합물의 생성은 학문적으로 생기론에 결정적인 타격을 주었다. 1909년, 독일의 프리츠 하버가 공기 중의 질소를 이용한 암모니아 합성법을 찾아냈고 대량합성법을 개발한 1913년부터는 요소를 대량으로 생산할 수 있게 되었다. 이후 농업 생산량 증대를 위한 합성 요소 비료를 만드는 산업이 발달하게 되었다.
1995년 생산된 요소 비료의 40%가 합성 암모니아를 원료로 제조되었다. 또한, 2004년 생산된 합성 암모니아 가운데 80%가 곡물 재배를 위한 비료의 재료로 사용되었으며, 암모니아의 생산에는 인류 전체가 소비하는 총 에너지의 1% 정도가 소요되고 있다.

### 냉각제
암모니아의 끓는점은 다른 기체에 비해서 비교적 높은 편이고 압축할 경우 쉽게 액화되는데다가 기화열이 비교적 크기 때문에 냉장고와 공기 조절 장치 등의 냉각제로 쓰여왔다. 미국에서는 약 120년 전부터 일본에서는 약 80년 전부터 냉각제로 사용되었고, 현재에도 널리 사용되어 1999년 미국에서 판매된 상용 냉동기의 80%가 암모니아를 냉각제로 사용하였다., 그러나 암모니아의 유독성때문에 가정용 냉장고 등에서는 암모니아를 대신해서 프레온이 주로 사용되었다. 하지만 프레온은 오존층 상공에서 오존을 분해한다는 사실이 밝혀져 전 세계적으로 사용을 금지하고 있다. 이 때문에 최근에는 다시 암모니아를 냉각제로 사용하는 냉동기에 대한 개발이 진행되고 있다.

### 폭발물

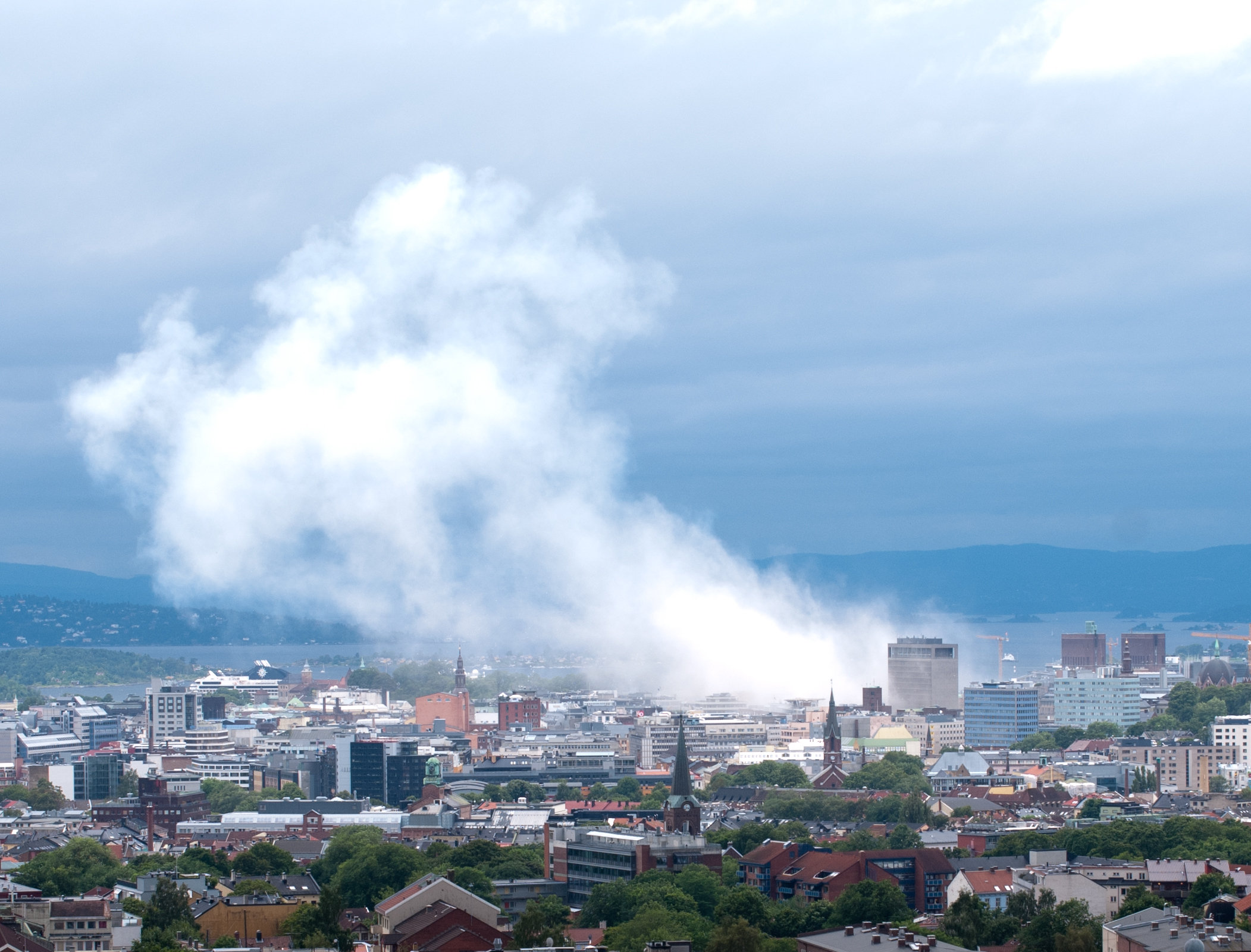
2011년 노르웨이 테러. 질산암모늄을 이용한 폭탄이 사용되었다.

질산암모늄은 섭씨 200도 정도의 상태에서도 비교적 안전하나 석유 등의 연료와 함께 있을 때에는 강력한 산화제로 작용하여 폭발을 일으킨다. 1947년 미국의 텍사스시티 항에 정박 중이던 질산암모늄 적재 선박에서 화재가 발생하면서 폭발이 일어나 인근 1천여 채의 건물이 파손되고, 580여명의 사람들이 희생되는 사건이 일어나기도 하였다. 질산암모늄의 이런 성질을 이용하여 제조된 폭탄을 “비료 폭탄”이라고 하는데, 2011년 노르웨이 테러에서 범인이 사용하기도 하였다.
제 1차 세계 대전 중에 독일은 칠레로부터의 초석 수입이 중단되자 마침 비료 생산을 위해 세워져 있던 암모니아 공장을 통해 폭약을 제조하기도 하였다.

### 그밖의 용도
그밖에 암모니아는 다음과 같은 용도로 사용된다.
- 암모늄염, 질산, 요소의 합성 원료
- 요소수 제조 원료
- 화학 공업 원료
- 암모니아수제조
- 용매로 사용
- 화력발전소 연료로 사용
- 아이스크림 제조에 사용
- 반도체 및 전자부품 제조에 이용
- 오줌의 주 성분

## 용매로서의 특성
액체 암모니아는 특정 화학 반응에서의 용매로 사용할 수 있다. 용매로서의 암모니아는 그 성질이 물과 에탄올의 중간에 해당한다. 예를 들어, 이온성 물질을 녹이는 능력은 물, 암모니아, 에탄올 순으로 좋다. 반면에, 공유 결합성 물질을 녹이는 능력은 암모니아가 물보다 뛰어나다. 물과 마찬가지로, 암모니아 역시 자동 이온화될 수 있으나, 그 비율은 물에 비해서 현저하게 낮다. 반응식은 다음과 같다.
{\displaystyle {\ce {2NH3 <=> NH4+ + NH2-}}}
{\displaystyle [{\ce {NH4+}}][{\ce {NH2-}}]=1.9\times 10^{-33}} (−50°C)
액체 암모니아에 알칼리 금속, 알칼리 토금속 등을 녹이면 농도가 낮을 경우 용액이 청색을 띠고, 농도가 높을 경우 청동색을 띠게 된다. 알칼리 금속의 경우 10~20몰랄농도까지도 녹을 수 있다. 금속을 액체 암모니아에 녹일 경우 다음과 같은 평형 반응이 진행되어 전자가 금속으로부터 떨어져 나와 암모니아 분자로 둘러싸인 용매화 전자가 생성된다.
{\displaystyle {\ce {M <=> M_{(am)}^+ + e_{(am)}^-}}}
{\displaystyle {\ce {2M <=> M_{2(am)}}}}
{\displaystyle {\ce {e_{(am)}^- + M <=> M_{(am)}^-}}}
반응식에서 아래 첨자 (am)은 분자가 암모니아 분자로 둘러싸여 용매화된 상태를 나타낸다. 이러한 상태에 있는 용액은 불안정하지만, 촉매가 없는 한 다음과 같은 반응이 매우 느리게 진행되어 금속 아마이드와 수소 기체를 형성한다.
{\displaystyle {\ce {e_{(am)}^- + NH3 -> 1/2H2 + NH2-}}}
용매화 전자가 존재하는 용액은 강력한 환원제로 작용할 수 있고, 따라서 암모니아에 금속이 녹은 용액은 암모니아에 녹는 유기 화합물의 환원 반응을 진행시키는 데 적합하다.
암모니아는 물에 비해서 양성자를 잘 내놓지 않는 반면 전자는 더 잘 취한다. 따라서 액체 암모니아는 NH2-, C2H5O- 등의 강한 염기성 물질이나 용매화 전자와 같은 강한 환원제를 다루는 데 적합하다. 그러나 산성 물질이나 산화제를 다룰 때는 물을 용매로 하는 것이 더 적합하다.

## 생물학에서의 암모니아

### 세균에 의한 질소 고정
질소 고정이란, 대기 중의 질소를 반응성이 높은 암모늄염, 질산염, 아질산염 등의 형태로 바꾸는 것을 의미하는데, 천연에서는 대부분의 질소 고정을 질소고정세균과 같은 세균들이 일으키고 있다. 이들은 대기 중의 질소를 수소와 결합시켜 암모니아의 형태로 바꾼다. 반응식은 다음과 같다.
{\displaystyle {\ce {N_{2}\ +8e^{-}\ +16ATP\ \longrightarrow \ 2NH_{3}\ +H_{2}\ +16ADP\ +16P_{i}}}}
이런 과정을 거쳐 생성된 암모니아는 토양에 존재하는 수소 이온과 반응하여 암모늄 이온이 되고, 암모늄 이온 중 일부는 직접 식물로 흡수되어 사용되거나 질화 세균에 의해서 질산염의 형태로 식물로 흡수되거나, 탈질화 세균에 의해서 다시 대기 중의 질소의 형태로 바뀌게 된다.
대표적인 질소고정세균은 콩과식물의 뿌리에 뿌리혹을 만드는 뿌리혹박테리아이다. 이 세균은 뿌리혹 속에 있어 식물과 공생하며 공기 중의 질소를 고정시킨다. 농작물 생산량이 감소하는 주요원인중 하나가 토양내 질소함량 저하에 있는데, 이때 콩과식물을 심어 질소함량을 향상시키는 방법을 이용하기도 한다.

### 신진대사의 노폐물
암모니아는 생명체가 단백질을 통해서 에너지를 얻는 과정에서 노폐물로 생성된다. 암모니아는 독성을 가진 물질이기 때문에 빠르게 체외로 배출시켜야 한다. 그러나 암모니아는 낮은 농도로 유지되어야 생체에 해를 끼치지 않기 때문에 암모니아의 형태로 배출하기 위해서는 많은 양의 물이 필요하다. 이런 이유로, 암모니아 형태의 배출은 수생 생물에서만 볼 수 있다. 육상 생물의 경우 물이 부족한 환경에 서식하기 때문에 배출하는 데 많은 양의 물이 필요한 암모니아의 형태로는 배출이 불가능하다. 따라서 육상 생물은 암모니아를 독성이 약한 다른 질소 노폐물로 전환시켜서 일시적으로 저장한 후 배출한다.
포유류를 비롯한 양서류 성체, 상어, 몇몇 경골어류 및 거북이는 암모니아를 요소의 형태로 바꾸어 배출한다. 요소는 간에서 암모니아와 이산화탄소를 결합하여 만들어지고, 암모니아에 비해 10만 배가량 독성이 약하다. 따라서 적은 양의 물로도 배출이 가능하다. 곤충을 비롯한 뱀, 새 및 파충류 등은 요산의 형태로 배출한다. 요산의 경우 요소보다 합성하는 데 많은 에너지가 사용되지만, 더 적은 양의 물로도 배출할 수 있다는 장점이 있다.

## 안전성

암모니아는 체내의 신진 대사 작용 과정 가운데 하나인 시트르산 회로를 억제하여 혐기성 당분해, 혈당, 혈액 유산증이 증가한다고 밝혀져 있다. 암모니아는 주로 크렙스 회로를 저해하고, 유해 수준의 암모니아는 산화대사에 영향을 미친다. 이 때문에 암모니아에 중독되면 신경독성이나 소화독성을 보이게 된다.

### 독성
암모니아는 염기성을 띠기 때문에 강한 부식성이 있는 맹독성 물질로 생체 조직에 대해서 매우 자극적이며, 물에 잘 흡수되는 특성이 있다. 따라서 고농도의 암모니아에 노출될 경우에 점막에 급격히 흡수되어 세포를 파괴하므로 눈, 코, 입, 귀를 막고 신속히 현장을 이탈해야 한다.
삼킬 경우 입과 목, 위장에 화상을 입히며, 심할 경우 사망할 수도 있다. 목의 통증, 구토, 설사 등을 유발할 수 있다. 점액질과 상부 기도의 조직에 심한 해를 입힌다. 타는 듯한 느낌, 기침, 헐떡거림, 후두염, 숨 가쁨, 두통, 구토, 설사 등을 유발할 수 있다. 발작이나 후두부종, 기관지부종, 화학 물질에 의한 폐렴, 폐수종이 발생할 수 있다. 신속하게 처치하지 않는 경우 질식사에 이르는 경우가 있다. 신체가 암모니아에 장기간 노출되는 경우 눈, 간, 신장, 또는 허파의 손상을 일으킬 수 있다.
피부 접촉은 염기에 의한 부식으로 통증, 발적, 심각한 염증 또는 3도 화상을 일으킬 수 있다. 피부를 통한 흡수는 몸 전체에 영향을 줄 수 있다. 장기적인 피부 노출은 피부염을 일으킬 수 있다. 흐릿한 시야, 발작, 통증, 심각한 조직 화상과 눈의 손상을 가져올 수 있다. 일시적 또는 영구적 실명을 일으킬 수 있다. 두피에 접촉할 경우 머리가 빠질 수 있다.
농도에 따른 증상은 다음과 같다. 이는 사람에 따라 차이가 있을 수 있다.
| 농도         | 증상                                                                   |
| ------------ | ---------------------------------------------------------------------- |
| 5ppm         | 특유의 냄새가 난다.[41]                                                |
| 6-20ppm      | 눈 자극과 호흡기계에 문제를 일으킨다.[41]                              |
| 40-200ppm    | 두통, 매스꺼움, 식욕감퇴, 기도와 코, 목구멍 자극이 일어난다.[41]       |
| 400ppm       | 목에 자극을 준다.                                                      |
| 700ppm       | 눈이 상할 수 있다.                                                     |
| 1700ppm      | 기침을 하고, 숨을 쉬기가 힘들어진다. 순간적인 호흡 곤란을 겪기도 한다. |
| 2500~4500ppm | 조금만 노출되어도 치명적일 수 있다.                                    |
| 5000ppm 이상 | 호흡 정지로 인하여 사망한다.                                           |

### 허용 농도
암모니아는 유독성 기체이기 때문에, 세계 대부분의 나라에서는 작업장이나 일상 생활에서 허용될 수 있는 농도 기준을 정하여 관리하고 있다. 허용 농도는 15분 간 접촉하는 경우의 단시간 허용 농도(short term exposure limit, STEL)와 8시간 작업 시간을 기준으로 하는 시간당 평균 접촉 질량(time weight average concentration, TWA)으로 구분되는데, 암모니아의 경우 STEL은 35 ppm, TWA는 25 ppm 정도이다.
미국의 경우에는 직업 안전 건강 관리청(Occupational Safety and Health Administration, OSHA)의 규정에 의해 허용 농도가 관리되며, 대한민국의 경우 산업안전보건법에 따라 관리된다.

### 작업 안전
암모니아는 공기보다 가벼워 환기할 경우 빠르게 확산되므로 암모니아 냄새를 맡으면 작업장을 환기하여 위험을 예방할 수 있다. 암모니아가 유출될 수 있는 환경에서 작업할 때에는 보호 장비를 착용하고, 환기가 잘 되지 않는 곳에서는 호흡기 보호구를 착용하여야 한다. 또한 인화의 위험이 있으므로 화기를 멀리하여야 하며, 작업후에는 손을 철저히 씻고, 오염된 의류를 씻어야 한다.

### 응급 조치
암모니아에 접촉되었을 때는 다음의 응급 조치를 취한다.
| 증상     | 응급 조치                                                             |
| -------- | --------------------------------------------------------------------- |
| 호흡곤란 | 오염지역에서 벗어난다. 인공호흡을 한다. 산소를 공급한다.              |
| 피부     | 15분 이상 비누와 물로 씻고 의사의 진료를 받는다.                      |
| 눈       | 15분 동안 많은 양의 물로 씻고 의사의 진료를 받는다.                   |
| 섭취     | 입안을 물로 행구고 구토를 하지 않도록 유지한 후 의사의 진료를 받는다. |

## 국가별 생산량
세계 최대 암모니아 생산국은 2019년 기준 중국으로 약 5만 톤을 연간 생산하며, 그 다음이 러시아, 인도, 미국, 인도네시아가 뒤를 따르고 있다. 한편 우리나라에서는 한때 충주비료에서 액상 암모니아를 연간 1천 톤 생산할 수 있는 능력을 보유한 바 있었다. 2020년을 전후한 현재 그린 암모니아 생성기술은 유럽과 일본 등에서 미래 자원 에너지로 지정되었다.

## 철
철(Fe)이 철 모델 복합체에서 질소의 암모니아 환원 촉매 반응을 매우 안정적인 조건 하에서도 수행하는데 작절하다는 연구결과에 따른 보고가 있어 학계에서는 긍정적으로 이를 조사하고 있다.

## 같이 보기
- 요소
- 물
- 암모니아수
- 아민
- 닌히드린

## 참고 자료
- Campbell, N. A. et al., Biology, 8th edition, San Francisco: Pearson/Benjamin Cummings, 2007, ISBN 0-321-54424-2.
- ed. by Cambridge University Press, Encyclopaedia Britannica: a dictionary of arts, sciences, literature and general information, 11th edition, London: Cambridge University Press, 1910~1911.
- Considine, G. D. et al., Van Nostrand's encyclopedia of chemistry, 5th edition, Hoboken: Wiley-Interscience, 2005, ISBN 0-471-61525-0.
- ed. by Nielsen, A., Ammonia : catalysis and manufacture, Berlin; New York: Springer-Verlag, 1995, ISBN 3-540-58335-1.
- Oxtoby, D. W. et al., Principles of Modern Chemisty, 6th edition, Belmont: Thomson Brooks/Cole, 2007, ISBN 978-0-534-49366-0.
- Parker, S. P. et al., McGraw-Hill encyclopedia of chemistry, New York: McGraw-Hill, 1993, ISBN 0-07-045455-8.
- 화학대사전편집위원회 편, 성용길, 김창홍 역, 《화학대사전》, 서울: 世和, 2001, ISBN 89-317-0439-9 (Vol.6).
- https://web.archive.org/web/20080521102709/http://www.chem.tamu.edu/class/majors/msdsfiles/msdsammonia.htm